# Euryglossina cornuta
Euryglossina cornuta är en biart som först beskrevs av Cockerell 1929.  Euryglossina cornuta ingår i släktet Euryglossina och familjen korttungebin. Inga underarter finns listade i Catalogue of Life.

## Bildgalleri

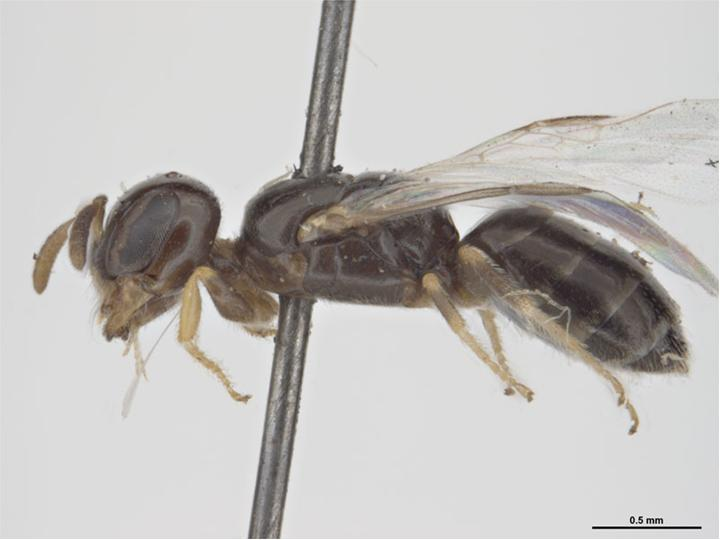
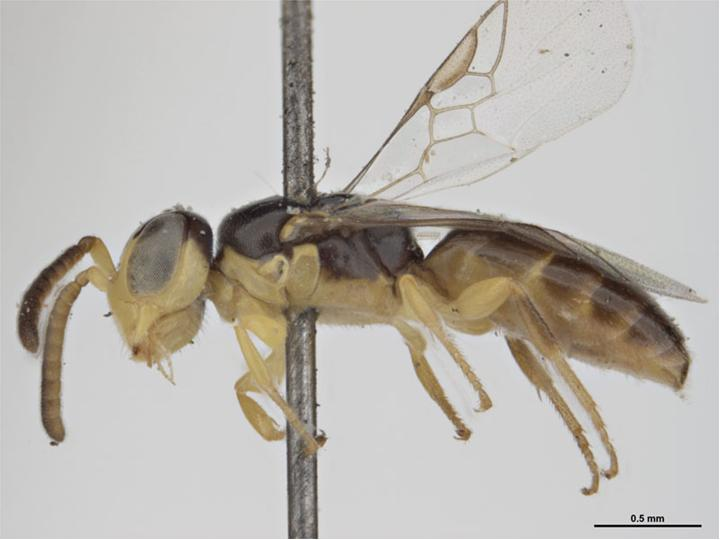